# Tarquinio e Lucrezia (Tiziano Kunsthistorisches Museum)
Tarquinio e Lucrezia è un dipinto a olio su tavola (84x68 cm) attribuito a Tiziano, databile al 1515 circa e conservato nel Kunsthistorisches Museum di Vienna.

## Storia e descrizione
L'opera è forse quella citata da Carlo Ridolfi nel 1648 nella galleria di Carlo I d'Inghilterra, i cui dipinti italiani provenivano in larga parte dall'acquisto delle collezioni Gonzaga da Mantova. In seguito dovette passare nelle raccolte dell'arciduca Leopoldo Guglielmo.
L'attribuzione a Tiziano è tradizionale, ma non certa: potrebbe essere anche opera di Palma il Vecchio, a cui farebbe pensare la tavolozza schiarita.
Tuttavia si tende per lo più a riferire la tavola alla serie di donne dai capelli chiari a mezza figura degli anni 1514-1515, di cui fanno parte la Flora degli Uffizi, la Donna allo specchio del Louvre, la Violante e la Giovane donna con veste nera di Vienna, la Vanità di Monaco, la Salomè della Galleria Doria Pamphilj.
Lucrezia, figura semileggendaria della storia romana, è mostrata nell'atto di compiere il suicidio per lavare il disonore dello stupro del figlio di Tarquinio il Superbo Sesto Tarquinio. Il suo volto guarda in alto, verso l'illuminazione divina che le dà la forza di compiere il supremo sacrificio, consacrandola tra i modelli di virtus (virtù) femminile. Come in altre rappresentazioni del tema, la scena non è esente da riflessi elegantemente sensuali, come la spalla nuda della giovane da cui è calata la camicia, scoprendo quasi un seno. Particolarmente rara è la vivacità del colore verde del drappo che le scene lungo la spalla destra, testimonianza dell'ottima qualità dei pigmenti disponibili sulla piazza veneziana.